# Efraín Ríos Montt

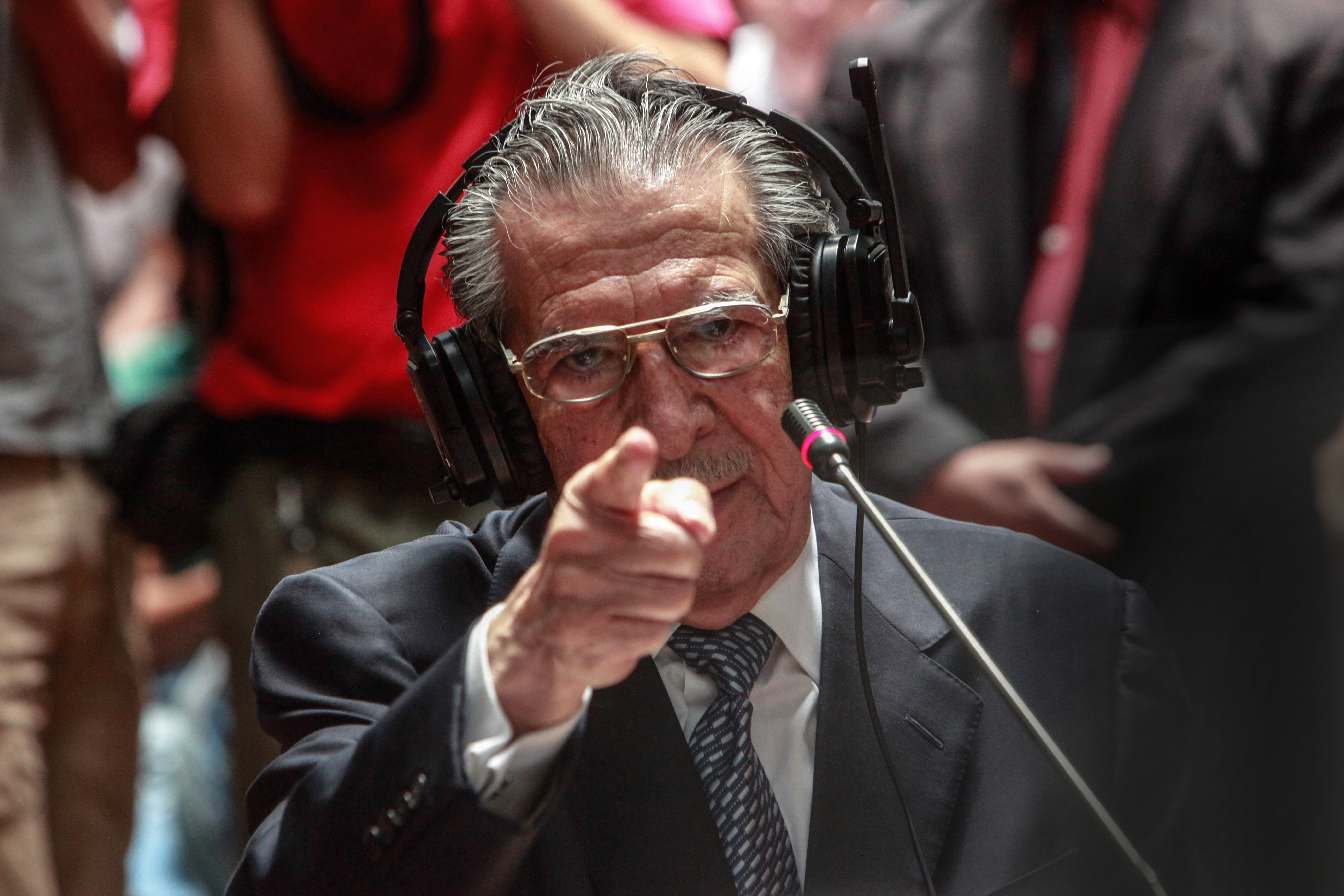
Efraín Ríos Montt vor Gericht

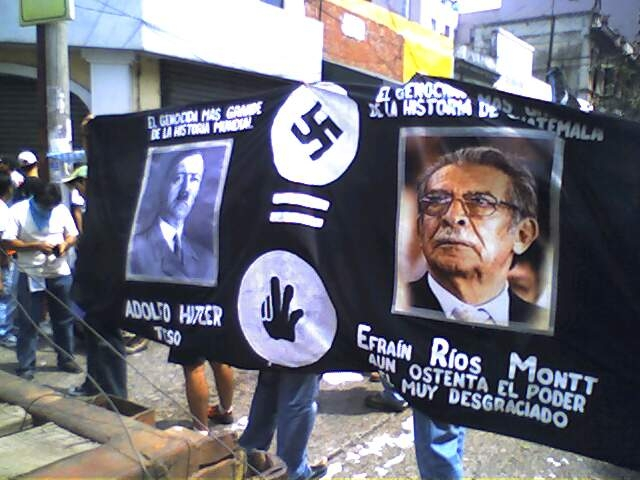
Studentische Protestkundgebung in Guatemala-Stadt 2006. Auf dem Transparent wird Ríos Montt mit Adolf Hitler gleichgesetzt.

José Efraín Ríos Montt [efɾaˈin ˈri.os ˈmont] (* 16. Juni 1926 in Huehuetenango, Guatemala; † 1. April 2018 in Guatemala-Stadt) war vom 23. März 1982 bis 8. August 1983 diktatorisch regierender Präsident von Guatemala.  Ríos Montt wurde am 10. Mai 2013 wegen Völkermordes und Verbrechen gegen die Menschlichkeit zu 80 Jahren Gefängnis verurteilt. Er gilt damit als der erste Politiker, der wegen eines Völkermords im eigenen Land von einem einheimischen Gericht verurteilt wurde. Das Urteil wurde am 20. Mai 2013 vom Verfassungsgericht Guatemalas wegen juristischer Verfahrensfehler aufgehoben und eine neue mündliche Verhandlung angeordnet. Noch vor Abschluss des zweiten Prozesses starb Ríos Montt im Hausarrest.

## Leben

### Herkunft und Familie
Efraín Ríos Montt wurde in Huehuetenango als eines von zwölf Kindern des Landbesitzers Hermógenes Ríos Castillo (1896–1954) und der Consuelo Montt geboren. Zu seinen Geschwistern zählt unter anderem der katholische Bischof Mario Enrique Ríos Montt.
Efraín Ríos Montt war mit María Teresa Sosa Ávila verheiratet, mit der er drei Kinder hatte: Adolfo Homero, Luis Enrique und Zury Mayté. Die beiden Söhne schlugen ebenfalls die militärische Laufbahn ein. Homero war Militärarzt und kam im Jahr 1984 im Alter von 30 Jahren beim Absturz eines Hubschraubers im Departement Petén ums Leben. Enrique war unter anderem Leiter der Finanzabteilung des Verteidigungsministeriums und Chef des Nationalen Verteidigungsstabs, bevor er im Rang eines Generals seinen Abschied nahm. Zury war von 1996 bis 2012 Abgeordnete des guatemaltekischen Parlaments und im Jahr 2015 Präsidentschaftskandidatin der Partei VIVA. Sie heiratete am 20. November 2004 in vierter Ehe den damaligen, in der Lateinamerikapolitik der Vereinigten Staaten einflussreichen US-Abgeordneten Jerry Weller (Republikanische Partei, Illinois). Eine geplante erneute Präsidentschaftskandidatur Zury Ríos bei der Präsidentschaftswahl 2019 wurde durch das Verfassungsgericht Guatemalas am 14. Mai 2019 untersagt.

### Militärische Laufbahn

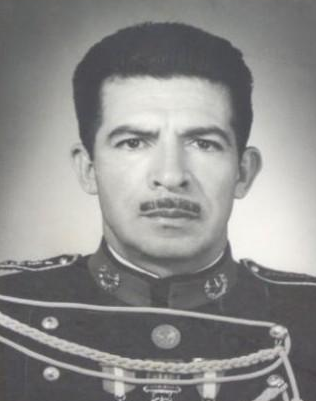
Efraín Ríos Montt (um 1960)

1943 trat Ríos Montt als Militärpolizist in die guatemaltekische Armee ein und war ab 1946 Kadett der Militärakademie Escuela Politécnica, die er 1950 als Infanterieoffizier und Straßenbauingenieur abschloss. Anschließend besuchte er das Latin American Training Center in Fort Gulick in der exterritorialen Kanalzone Panamas, die spätere School of the Americas. Nach seiner Rückkehr nach Guatemala war er zunächst Ausbilder und Kompanieführer an der Escuela Politécnica und wurde anschließend als Kompanieführer im Departement Quiché eingesetzt. Ab 1963 gehörte er der Brigade Mariscal Zavala an, zu deren Kommandeur er 1967 ernannt wurde. Ab 1970 leitete er die Escuela Politécnica. Im Januar 1973 wurde er unter Beförderung zum Brigadegeneral zum Chef des Generalstabs des Heeres ernannt. Nur wenige Monate später nahm er seinen Abschied vom Militär, um für das Präsidentenamt kandidieren zu können.

### Politische Laufbahn vor der Präsidentschaft
Nach seinem Abschied vom Militär trat Ríos Montt bei den Präsidentschaftswahlen im März 1974 als Kandidat der Nationalen Oppositionsfront aus Democracía Cristiana Guatemalteca (DCG), Frente Unida de la Revolución (FUR) und Partido Revolucionario Auténtico (PRA) gegen den Kandidaten der Regierungsparteien General Kjell Eugenio Laugerud García an. Nach offiziellen Angaben unterlag Ríos Montt, er warf den Regierungsparteien jedoch Wahlbetrug vor und erklärte sich selbst zum Sieger. Obwohl es starke Indizien gibt, dass er im Recht war, konnte er sich nicht durchsetzen und wurde vom neuen Präsidenten zum Militärattaché an der guatemaltekischen Botschaft in Madrid ernannt, um ihn von der guatemaltekischen Politik fernzuhalten.
Während seiner Zeit in Madrid litt Ríos Montt unter Alkoholproblemen, die er durch Zuwendung zur Pfingstbewegung überwand. So trat er nach seiner Rückkehr nach Guatemala im Jahr 1978 aus der katholischen Kirche aus und wurde Mitglied und später auch Prediger der Pfingstkirche El Verbo, einer Niederlassung des evangelikalen Netzwerks Gospel Outreach mit Sitz in Kalifornien. Dieser Schritt hatte wesentlichen Einfluss auf seinen Politikstil und vor allem seine Rhetorik während seiner Präsidentschaft und danach.

### Präsidentschaft
Efraín Ríos Montt kam im März 1982 durch einen Putsch an die Macht. Die Missachtung militärischer Hierarchien und die einseitige Förderung von Militärs, die der Gospel Outreach Church nahestanden, führte schließlich zur Absetzung Montts im August 1983 durch rivalisierende Militärs wegen „Unzurechnungsfähigkeit“. Unter Ríos Montts Herrschaft wurden viele Tausend Menschen, darunter zahlreiche Ixil, ermordet. Etwa die Hälfte der von Militärs und Paramilitärs während des 36 Jahre dauernden guatemaltekischen Bürgerkrieges verübten Massaker fiel in die Herrschaftszeit Ríos Montts. Zu diesem Ergebnis kam die nach dem Ende des Bürgerkrieges 1996 eingesetzte Wahrheitskommission Comisión para el Esclarecimiento Histórico.
Montts Herrschaft war von einer evangelikal-fundamentalistischen Ideologie geprägt, Montt selbst trat regelmäßig als Prediger im lokalen Fernsehen auf. Zu seinen Unterstützern zählte nicht nur die US-Regierung, sondern auch rechtsextreme Fernsehprediger wie Jerry Falwell und Pat Robertson, auf deren Wertvorstellungen Montt sich berief. Dies führte zu Spannungen zwischen der katholischen Mehrheitsbevölkerung und der evangelikalen Führungselite um Montt. Der frühere Außenminister Edgar Gutierrez schrieb: „Guatemala unter Montt war wie Kambodscha unter Pol Pot.“

#### Massaker an Ureinwohnern
Während seiner Amtszeit führte das Militär umfangreiche Operationen gegen die zu den Maya-Völkern zählenden Ixil-Ureinwohner durch, meist unter dem Vorwand, sie würden die Guerilla unterstützen. Dabei wurden etwa 400 Dörfer zerstört, über 1100 Bewohner wurden umgebracht und über 1400 Frauen vergewaltigt. Schwangeren Frauen wurden von Soldaten die Bäuche aufgeschnitten und die Föten zerstückelt. Im Prozess gegen Ríos Montt 2013 wurde festgestellt, dass seine Regierung „Hunger, Massenmord, Vertreibung, Vergewaltigung und Bombardierungen aus der Luft als Taktik zur Zerstörung der Ixil“ angewendet habe. Der Mord an Säuglingen und schwangeren Frauen sei laut dem Gericht darauf angelegt gewesen, die Ixil zu zerstören, und die sexuelle Gewalt sei als Mittel zur Zerstörung des sozialen Zusammenhalts eingesetzt worden.
Ríos Montt sagte zu dieser Taktik der Aufstandsbekämpfung 1982 in Anlehnung an ein Zitat Mao Zedongs („der Revolutionär schwimmt im Volk wie ein Fisch im Wasser“):

„Die Guerilla ist der Fisch. Das Volk ist das Meer. Wenn du den Fisch nicht fangen kannst, musst du das Meer trockenlegen.“

#### Unterstützung durch die US-Regierung
Wegen ihrer antikommunistischen Ausrichtung wurde Ríos Montts Regierung von der US-Regierung unter Präsident Ronald Reagan militärisch und politisch unterstützt, ebenso wie die Militärregierung im benachbarten El Salvador. Reagan nannte Ríos Montt einen Mann „großer persönlicher Integrität und Einsatzbereitschaft, der der Herausforderung einer brutalen, vom Ausland unterstützten Guerilla“ gegenüberstehe. Ríos Montt habe „zu Unrecht einen schlechten Ruf wegen Menschenrechtsverletzungen“ (engl. orig. „a bum rap for human rights violations“). 1983 beendete die US-Regierung ein fünf Jahre zuvor von der Carter-Regierung wegen Menschenrechtsverletzungen verhängtes Embargo für US-amerikanisches Militärgerät. Die Begründung war, dass Guatemala unter Ríos Montt Fortschritte („progress“) im Bereich der Menschenrechte gemacht hätte.
Aus dem Bericht der Wahrheitskommission von 1999 (Guatemala: Memory of Silence) ging hervor, dass die USA über mehrere Jahrzehnte die verschiedenen Militärherrscher des Landes trotz Wissen über deren Verbrechen teils massiv unterstützt hatten. Präsident Bill Clinton wandte sich daraufhin 1999 an das Volk Guatemalas: Es sei falsch von den USA gewesen, das „Militär und verschiedene Geheimdienste“ Guatemalas zu unterstützen, die sich an Menschenrechtsverletzungen und der „gewaltsamen und weit verbreiteten Unterdrückung“ beteiligt hätten.

### Politische Karriere nach dem Bürgerkrieg
Von 1994 bis 1995 war Ríos Montt nach dem Sieg der von ihm gegründeten Republikanischen Front (FRG) Parlamentspräsident im Kongress der Republik Guatemala. Bei der Präsidentenwahl im November 2003 trat er als Kandidat an, hatte jedoch keinen Erfolg. Seine Kandidatur war möglich geworden, nachdem das guatemaltekische Verfassungsgericht entschieden hatte, dass der in der Verfassung verankerte Ausschluss ehemaliger Putschisten vom passiven Wahlrecht für das Amt des Staatspräsidenten nicht für Ríos Montt gelte. Die Entscheidung wurde damit begründet, dass die Verfassung erst nach der Herrschaftszeit Ríos Montts beschlossen worden war.

## Strafprozesse
Ein Richter in Guatemala-Stadt verhängte im Frühjahr 2004 im Zuge eines Verfahrens wegen Totschlags und Verschwörung Hausarrest über Ríos Montt. Dem General a. D. warf die Justiz vor, für den Tod des Journalisten Héctor Ramírez verantwortlich zu sein. Er war am Rande einer gewalttätigen Kundgebung von Ríos Montt-Anhängern im Juni 2003 an einem Herzinfarkt verstorben. Am 7. Juli 2006 wurde Haftbefehl gegen Ríos Montt erlassen.
Gegen Ríos Montt wurde vom Ersten Strafgerichtshof (Tribunal Primero de Sentencia Penal, Narcoactividad y Delitos Contra el Ambiente) am 26. Januar 2012 in Guatemala-Stadt wegen Völkermords und Verbrechen gegen die Menschlichkeit ein Verfahren eröffnet. Dabei ging es um elf Massaker mit 1.171 ermordeten Personen und 1.485 vergewaltigten Frauen. Die Vorkommnisse sollen sich in den Maya-Gemeinden San Juan Cotzal, San Gaspar Chajúl und Santa María Nebaj in der Provinz Quiché zwischen 1982 und 1983 im Zuge der Armeeoperationen Victoria 82 und Firmeza 83 ereignet haben. Die Untersuchungen von Oberstaatsanwältin Claudia Paz y Paz konzentrierten sich auf die Vorgänge beim Massaker von Dos Erres. Ríos Montt habe diese Verbrechen „entworfen, geplant, genehmigt und überwacht“. Am 10. Mai 2013 wurde er zu insgesamt 80 Jahren Haft wegen Völkermords und Verbrechen gegen die Menschlichkeit verurteilt.
Menschenrechtsaktivisten hatten das Urteil gegen Ríos Montt als historisch gefeiert. Nie zuvor war ein früherer Staatschef von einem Gericht seines eigenen Landes wegen Völkermords verurteilt worden.
Das Verfassungsgericht Guatemalas hob das am 10. Mai 2013 ergangene Urteil jedoch bereits am 20. Mai wegen juristischer Verfahrensfehler wieder auf. So seien die Rechte der Verteidigung beschnitten worden. Es ordnete eine Wiederholung des Prozesses ab dem Stand vom 19. April an. Die Anwälte von Ríos Montt hatten schon während des Verfahrens mehrere Beschwerden eingelegt, unter anderem waren ihrer Auffassung nach nicht alle Entlastungszeugen gehört worden. Sie hatten Berufung eingelegt. Das Verfassungsgericht gab den Anträgen der Verteidigung mit einem knappen Votum von drei zu zwei Richterstimmen (Richterin Gloria Patricia Porras Escobar und Richter Mauro Roderico Chacón Corado) statt.
In Guatemala selbst und mehreren anderen Ländern Mittelamerikas wie Nicaragua und Honduras kam es in den Tagen danach zu Demonstrationen wegen der Aufhebung des Urteils. In Honduras demonstrierten in der Hauptstadt Tegucigalpa Menschen vor der guatemaltekischen Botschaft. Sie trugen Transparente mit Aufschriften wie „Die Völker Mittelamerikas haben Ríos Montt verurteilt“ und „Kein Vergessen, kein Vergeben – Ríos Montt ins Gefängnis“.
2015 legte das Gericht fest, dass ab Januar 2016 ein neues Verfahren beginnen solle, schloss jedoch angesichts Ríos Montts Gesundheitszustandes eine Haftstrafe von vornherein aus. Im Oktober 2017 wurde das Verfahren hinter verschlossenen Türen wiederaufgenommen. Ärzte hatten Ríos Montt Demenz bescheinigt, sodass er nicht persönlich vor Gericht erscheinen musste.
Als Efraín Ríos Montt am 1. April 2018 zuhause starb, stand er unter Hausarrest.